# Roulette de queue
Le terme de roulette de queue désigne la roue de petite taille, généralement orientable et dotée d'un pneu, qui se trouve à l'arrière d'un avion terrestre ou de certains avions amphibies et certains hélicoptères. 

## Généralités
Elles sont apparues durant la Première Guerre mondiale en remplacement des béquilles en bois utilisés alors sur des avions comme le SPAD S.VII.
Celle-ci apparait principalement sur les avions à train d'atterrissage classique comme le Vickers Vildebeest de 1926, cependant il existe quelques très rares cas d'avions à train tricycle disposant de roulettes de queue qui peuvent s'encastrer dans le fuselage de l'avion, notamment sur des avions à réaction réalisant des décollages à forte incidence. C'est notamment le cas du Lockheed U-2 comme le Concorde.
Pour leur grande majorité les roulettes de queue sont fixes, et placés sous l'empennage de l'avion.
Le célèbre avion léger français Pou-du-ciel HM-14 était proposé avec une double roulette de queue jumelée.
Les hélicoptères, comme les avions, peuvent avoir un train d'atterrissage à patins (sur les avions, ils ont disparu rapidement dès le début de la Première Guerre mondiale), à train tricycle avec roulette de nez, ou à train classique avec roulette de queue, fixe ou rétractable dans le fuselage. Le Sikorsky H-34 est un bon exemple de ce dernier cas, de même que plusieurs modèles Sikorsky ultérieurs.
Un dirigeable peut aussi posséder un train d'atterrissage, sous la forme d'une roue sous la nacelle, afin d'éviter que celle-ci ne râcle le sol. Sur les dirigeables modernes, comme le Zeppelin NT, une roulette de queue est également présente, afin d'éviter que l'arrière de l'enveloppe ne frotte au sol,.

## Photos

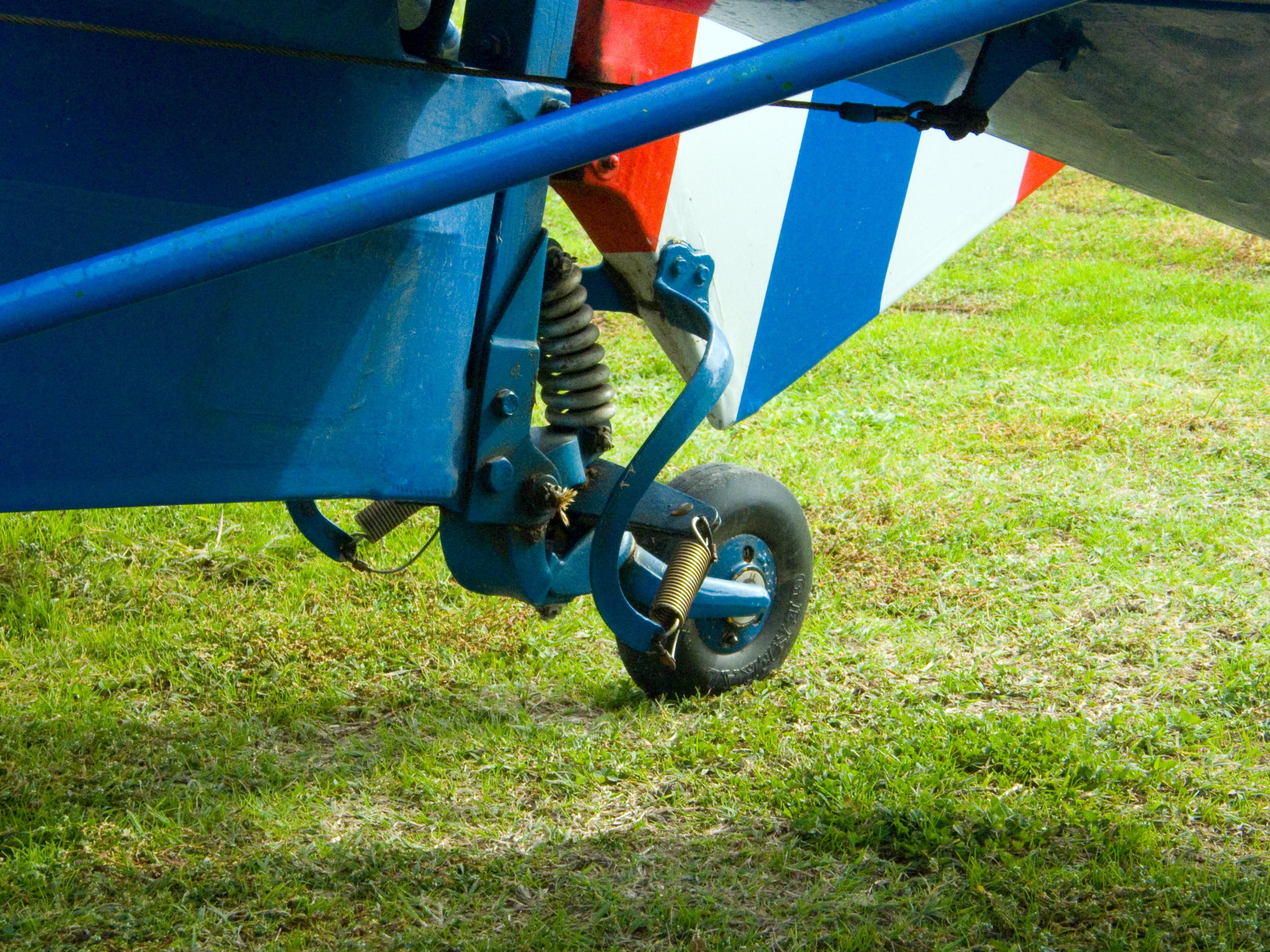
Roulette de queue orientable du Tiger Moth.
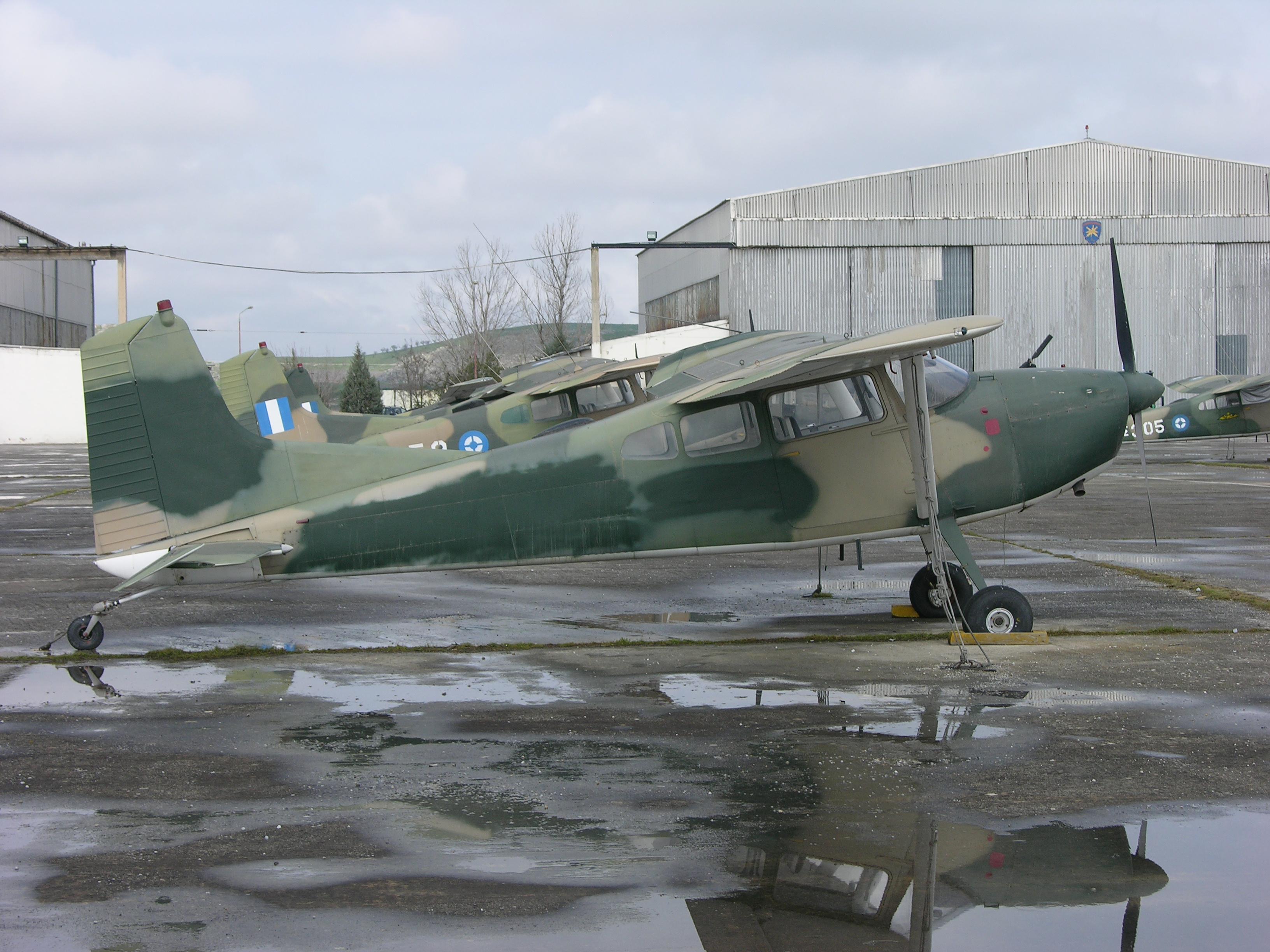
Sur ce Cessna U-17 militaire grec la roulette de queue apparait très bien.
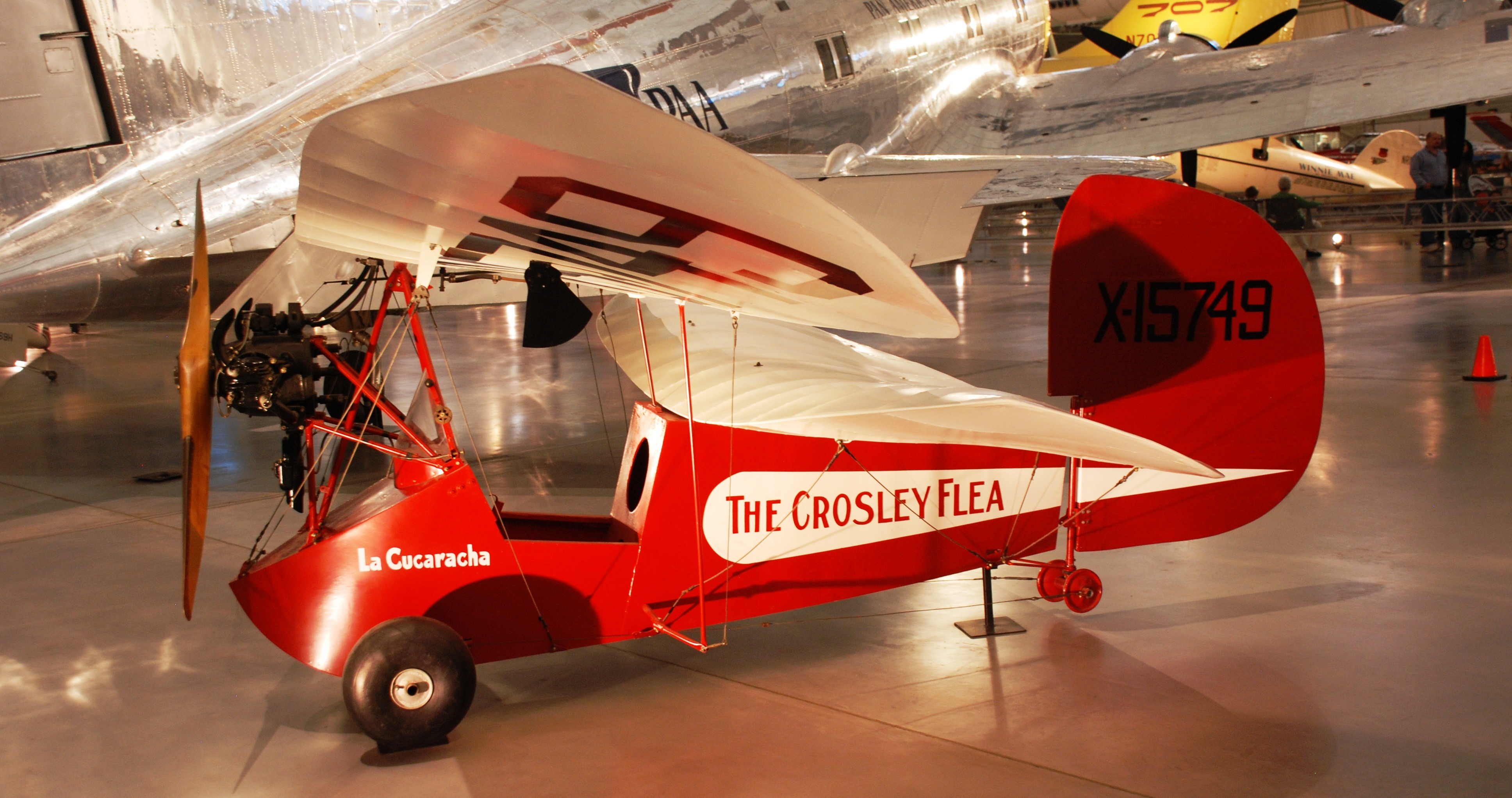
Pou-du-ciel préservé aux États-Unis et montrant bien sa double roulette de queue jumelée.
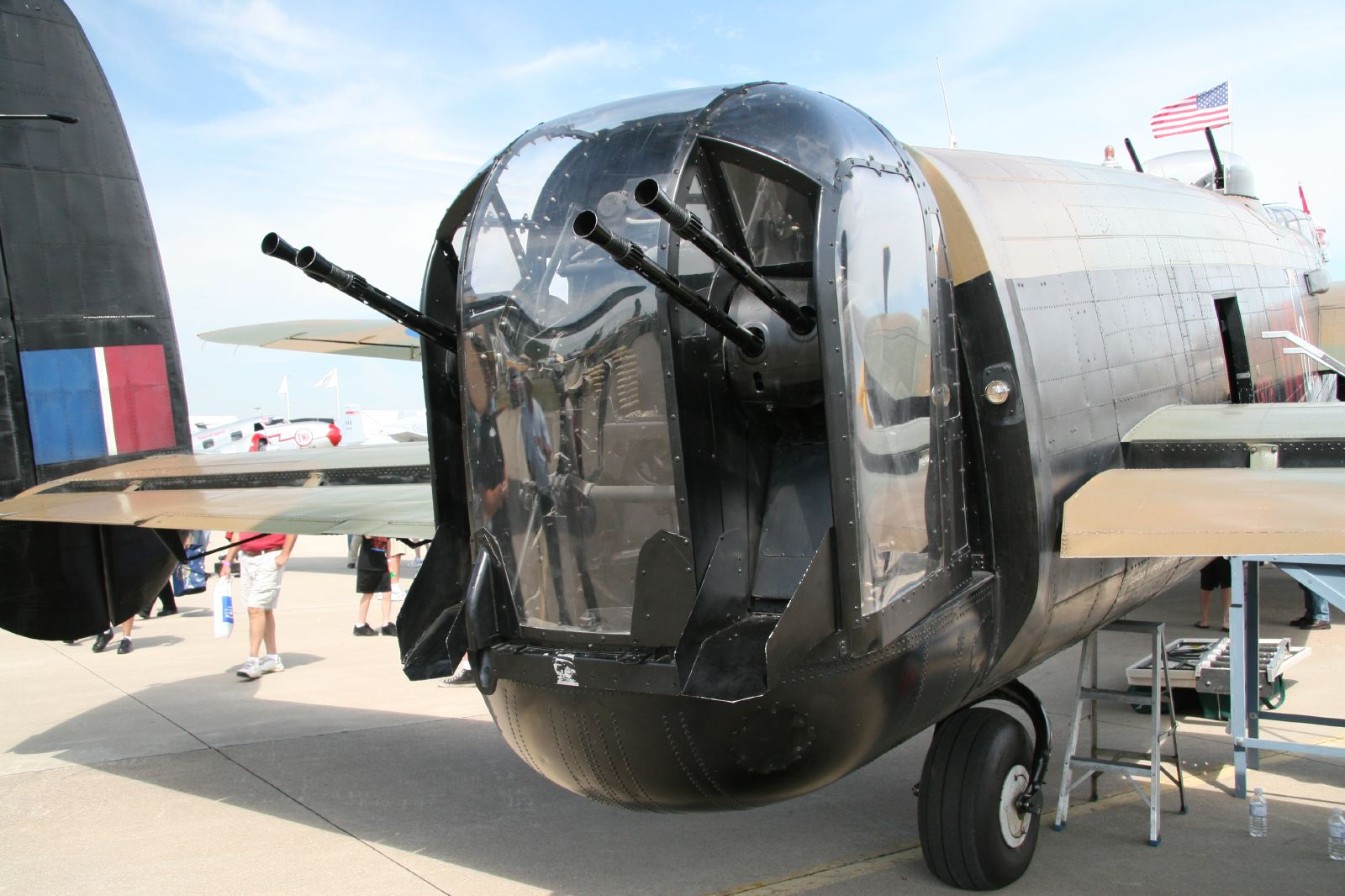
Roulette de queue de l'Avro Lancaster.
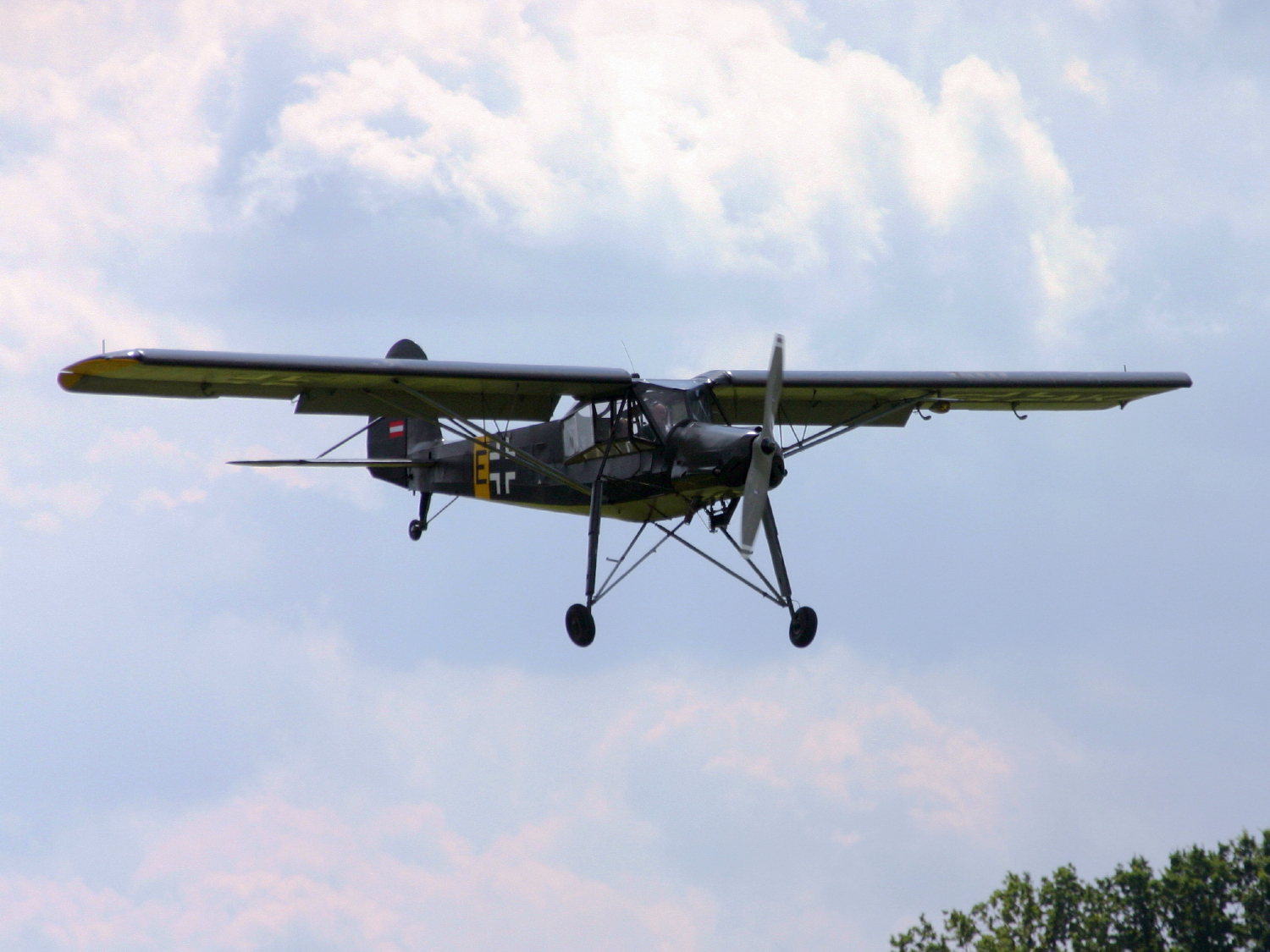
Sur ce Fieseler Fi 156 en vol la roulette de queue apparait bien.
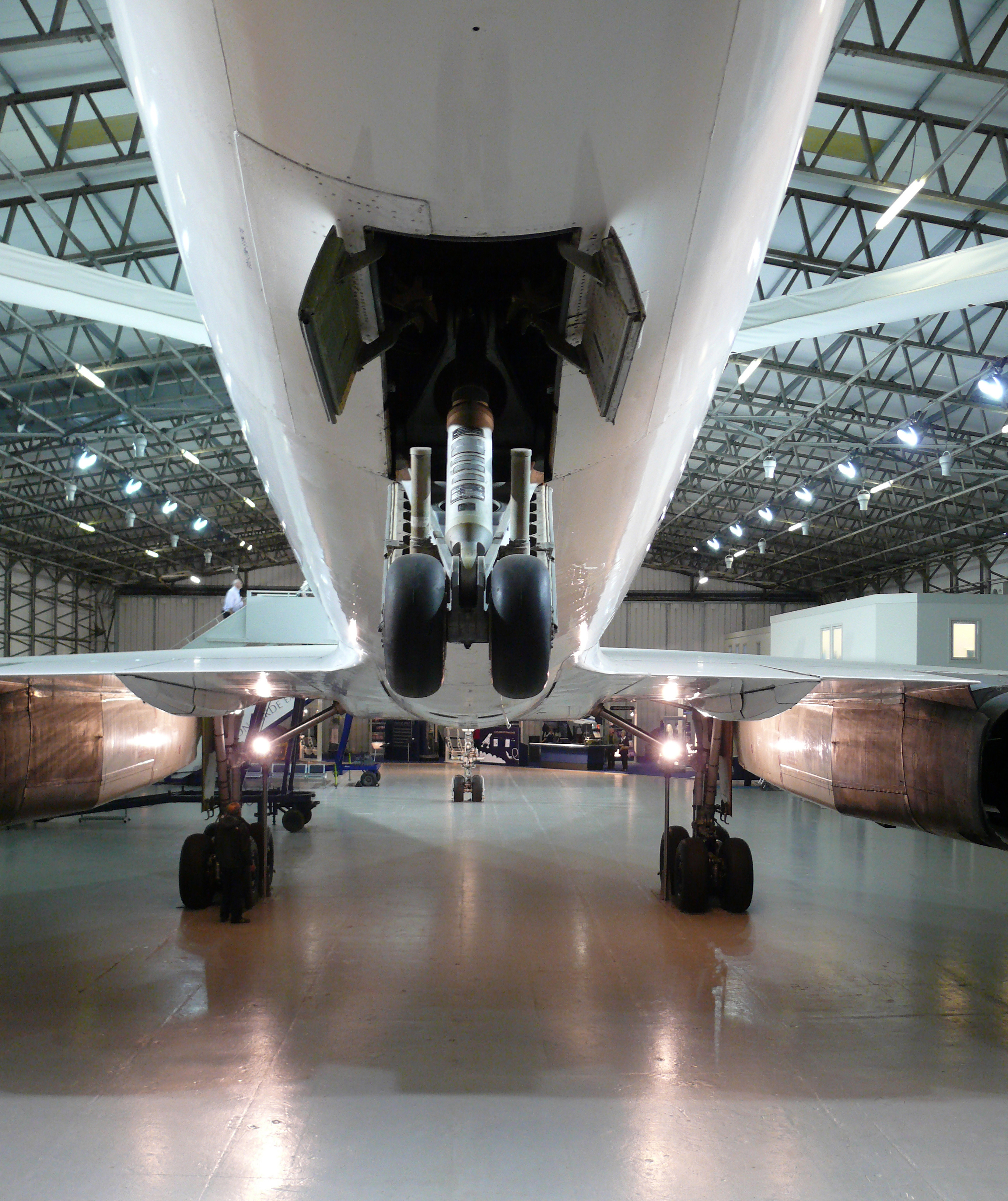
Roulette de queue rétractable du Concorde.
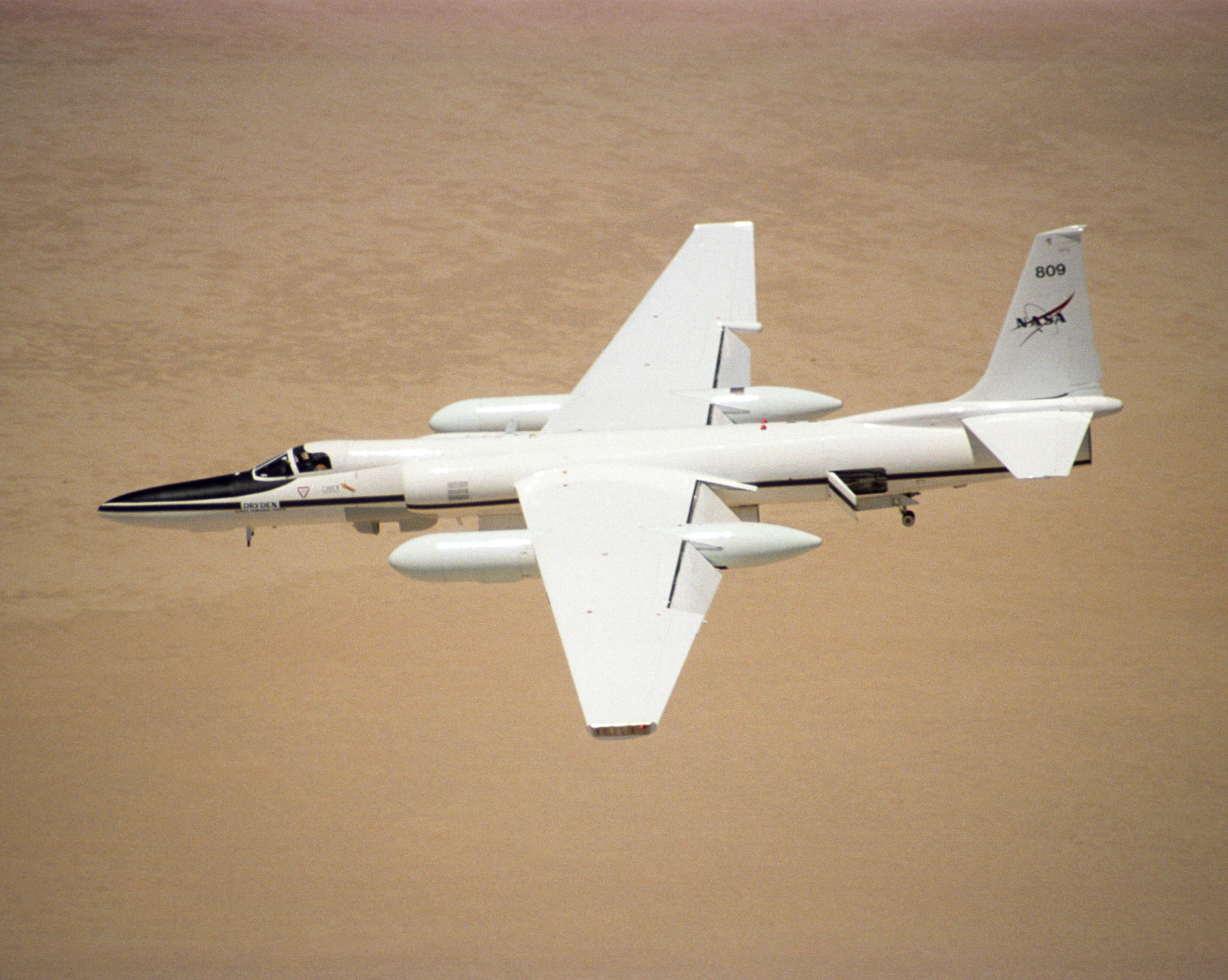
Sur cette photo d'un Lockheed ER-2 de la NASA, la roulette de queue rétractable est en position sortie.
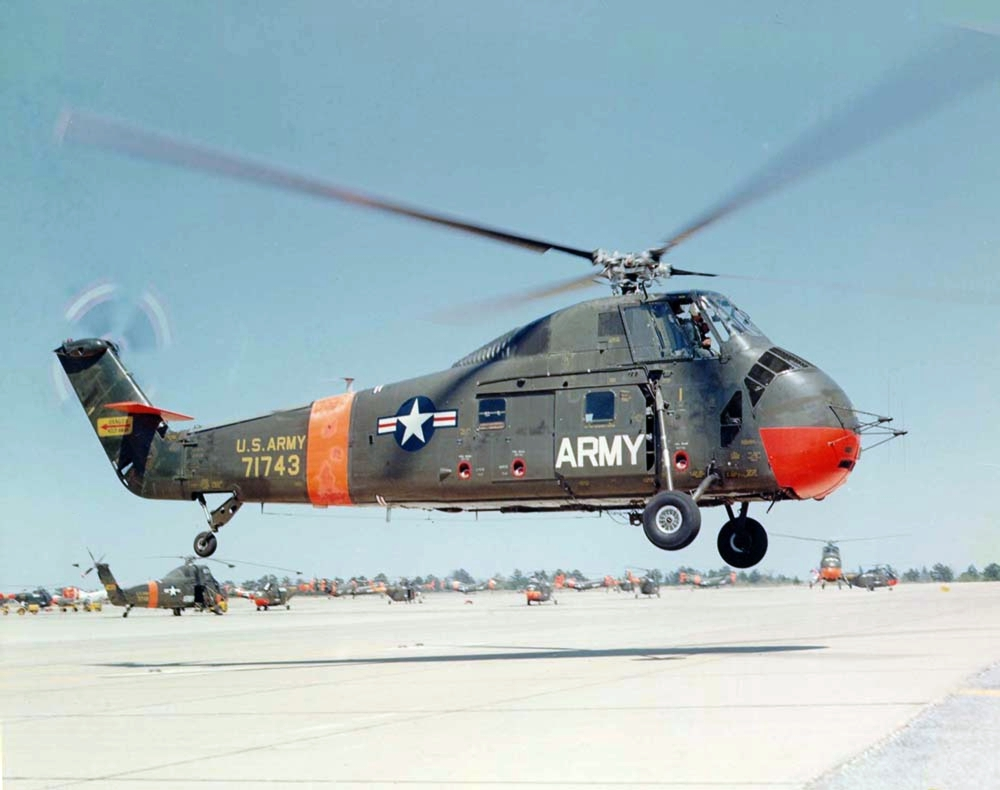
Hélicoptère Sikorsky H-34 Choctaw de l'US Army à l'atterrissage, roulette de queue rétractable sortie.

## Sources bibliographiques
- (en) Stuart Wilson, Airliners of the world, 1999,  (ISBN 1-875671-44-7)